# Programma per la valutazione internazionale dell'allievo
Il Programma per la valutazione internazionale dello studente (Programme for International Student Assessment, meglio noto con l'acronimo PISA) è un'indagine internazionale sull'apprendimento promossa dall'OCSE nata con lo scopo di valutare con periodicità triennale il livello di istruzione degli adolescenti dei principali paesi industrializzati.

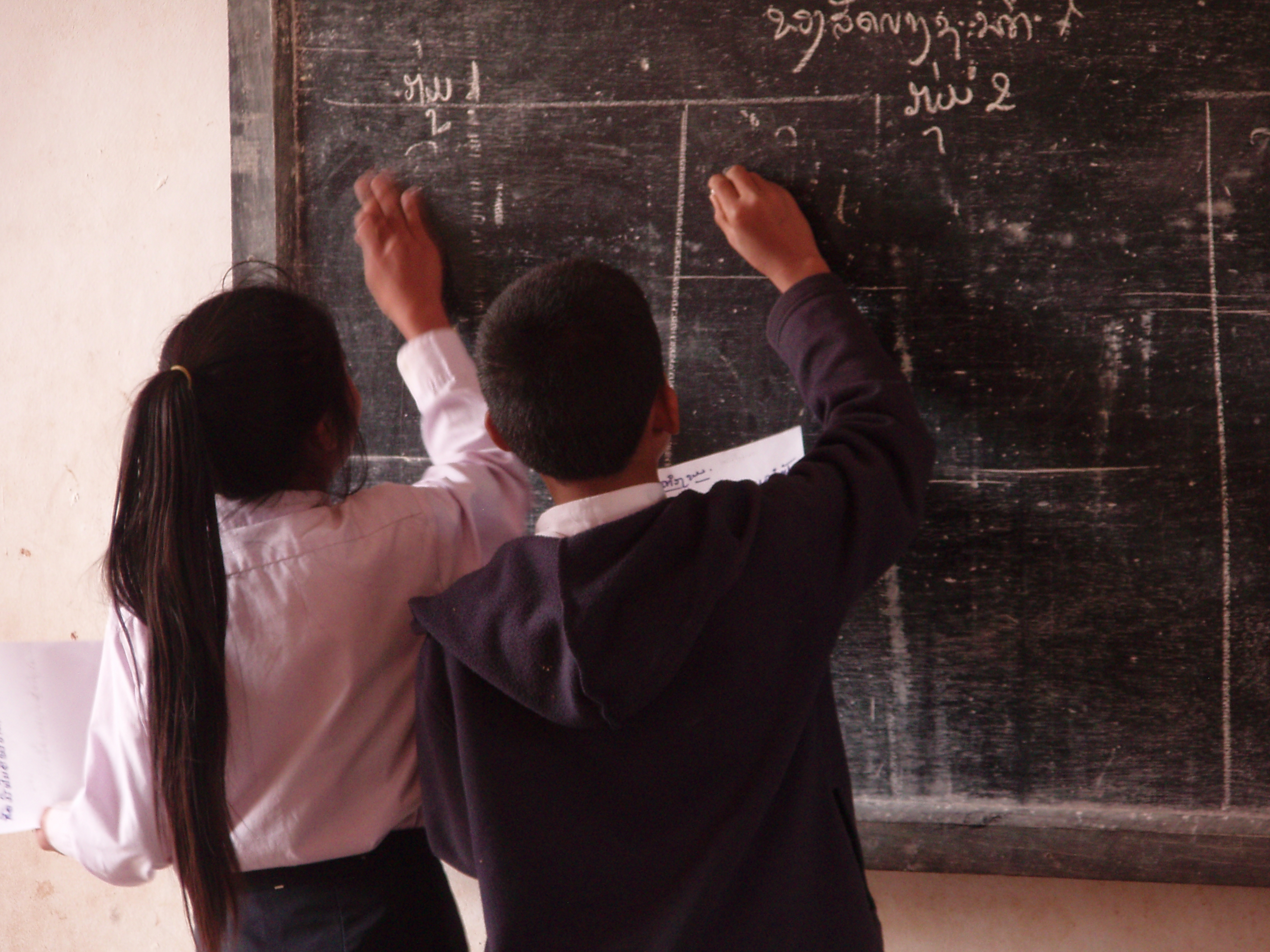
Studenti alla lavagna

## Obiettivo e metodologia
PISA è un progetto iniziato nel 2000 che è stato sviluppato collegialmente dai paesi partecipanti e indirizzato alle scuole per ragazzi di età intorno ai 15 anni.
L'indagine valuta in che misura gli allievi prossimi alla conclusione dell'obbligo scolastico hanno acquisito alcune delle conoscenze e delle abilità essenziali del loro corso di studi.
In tutti i cicli, gli ambiti di alfabetizzazione letteraria, matematica e scientifica sono coperti non soltanto in termini di padronanza del programma di studi della scuola, ma in termini di conoscenze ed abilità applicate nella vita pratica.
Nel ciclo PISA 2003 è stato introdotto un ambito supplementare relativo alla soluzione dei problemi, volto ad un esame interdisciplinare delle competenze.
L'indagine è stata effettuata in 43 paesi nella prima valutazione nel 2000, in 41 paesi nella seconda valutazione nel 2003, in 57 paesi nella terza valutazione nel 2006 e una sessantina nel 2009.
Le prove hanno come destinatari, tipicamente, fra 4.500 e 10.000 allievi in ogni paese.
Ogni studente partecipa ad un test scritto della durata di due ore. Una parte del test è sviluppata con domande a risposta multipla, un'altra parte - con domande a risposta aperta - richiede lo sviluppo autonomo di risposte personali.
Gli studenti devono anche riempire un questionario sulle loro abitudini di studio, le loro motivazioni e il loro retroterra familiare. I dirigenti scolastici a loro volta compilano un questionario che descrive l'organizzazione, la demografia ed il finanziamento dei loro istituti.

## Risultati

### Indagine 2003
Riassunto dei risultati 2003 (migliori 6 a livello internazionale e punteggio dell'Italia):
| Matematica | Matematica    | Matematica |
| ---------- | ------------- | ---------- |
| 1.         | Hong Kong     | 550        |
| 2.         | Finlandia     | 544        |
| 3.         | Corea del Sud | 542        |
| 4.         | Paesi Bassi   | 538        |
| 5.         | Liechtenstein | 536        |
| 6.         | Giappone      | 534        |
|            | Media OCSE    | 500        |
|            | Italia        | 466        |

| Lettura | Lettura       | Lettura |
| ------- | ------------- | ------- |
| 1.      | Finlandia     | 543     |
| 2.      | Corea del Sud | 534     |
| 3.      | Canada        | 528     |
| 4.      | Australia     | 525     |
| 5.      | Liechtenstein | 525     |
| 6.      | Nuova Zelanda | 522     |
|         | Media OCSE    | 494     |
|         | Italia        | 476     |

| Scienze | Scienze    | Scienze |
| ------- | ---------- | ------- |
| 1.      | Finlandia  | 563     |
| 2.      | Hong Kong  | 542     |
| 3.      | Canada     | 534     |
| 4.      | Taiwan     | 532     |
| 5.      | Estonia    | 531     |
| 6.      | Giappone   | 531     |
|         | Media OCSE | 500     |
|         | Italia     | 486     |

| Problem solving | Problem solving | Problem solving |
| --------------- | --------------- | --------------- |
| 1.              | Corea del Sud   | 550             |
| 2.              | Finlandia       | 548             |
| 2.              | Hong Kong       | 548             |
| 4.              | Giappone        | 547             |
| 5.              | Nuova Zelanda   | 533             |
| 6.              | Macau           | 532             |
|                 | Media OCSE      | 500             |
|                 | Italia          | 489             |

Fonte: PISA 2003 Country Profiles 
Un'analisi dell'indagine del 2003 ha mostrato che non necessariamente i paesi che spendono di più nell'educazione hanno risultati migliori. Ad esempio Australia, Belgio, Canada, Repubblica Ceca, Finlandia, Giappone, Corea del Sud e Paesi Bassi hanno mostrato ottimi risultati nonostante spese per l'istruzione non superiori ad altri paesi. Al contrario gli USA hanno una spesa per l'istruzione relativamente elevata ma risultati non eccelsi.
I punteggi medi sono solo uno dei criteri di valutazione: dietro allo stesso punteggio medio si possono nascondere situazioni molto diverse. Importante ad esempio è anche valutare l'omogeneità dei risultati, cioè le differenze di punteggio tra allievi più deboli e allievi più forti, un indice di equità. La Finlandia ad esempio mostra ottimi risultati anche in questo senso: non solo il punteggio medio è elevato in tutti gli ambiti testati, ma anche il divario di prestazione tra i più forti e i meno forti è tra i più contenuti.
Un altro fattore rilevato è quello familiare: dai risultati si evince che studenti provenienti da famiglie più agiate e con genitori più istruiti danno risultati migliori.

### Indagine 2006
Elenco delle migliori 20 posizioni 2006:
|     | Matematica      | Scienze         | Lettura       |
| --- | --------------- | --------------- | ------------- |
| 1.  | Taiwan          | Finlandia       | Corea del Sud |
| 2.  | Finlandia       | Hong Kong       | Finlandia     |
| 3.  | Hong Kong       | Canada          | Hong Kong     |
| 4.  | Corea del Sud   | Taiwan          | Canada        |
| 5.  | Paesi Bassi     | Estonia         | Nuova Zelanda |
| 6.  | Svizzera        | Giappone        | Irlanda       |
| 7.  | Canada          | Nuova Zelanda   | Australia     |
| 8.  | Macao           | Australia       | Liechtenstein |
| 9.  | Liechtenstein   | Paesi Bassi     | Polonia       |
| 10. | Giappone        | Liechtenstein   | Svezia        |
| 11. | Nuova Zelanda   | Corea del Sud   | Paesi Bassi   |
| 12. | Belgio          | Slovenia        | Belgio        |
| 13. | Australia       | Germania        | Estonia       |
| 14. | Estonia         | Regno Unito     | Svizzera      |
| 15. | Danimarca       | Repubblica Ceca | Giappone      |
| 16. | Repubblica Ceca | Svizzera        | Taiwan        |
| 17. | Islanda         | Macao           | Regno Unito   |
| 18. | Austria         | Austria         | Germania      |
| 19. | Slovenia        | Belgio          | Danimarca     |
| 20. | Germania        | Irlanda         | Slovenia      |

Riassunto dei risultati 2006 in paragone con le indagini precedenti:
|               | Matematica | Matematica | Matematica | Lettura    | Lettura    | Lettura    | Scienze    | Scienze    | Scienze    |
|               | 2000       | 2003       | 2006       | 2000       | 2003       | 2006       | 2000       | 2003       | 2006       |
| ------------- | ---------- | ---------- | ---------- | ---------- | ---------- | ---------- | ---------- | ---------- | ---------- |
| Germania      | 490±3 (20) | 503±3 (16) | 504±4 (14) | 484±3 (21) | 491±3 (18) | 495±4 (14) | 487±2 (20) | 502±4 (15) | 516±4 (8)  |
| Liechtenstein | 514±7      | 536±4      |            | 483±4      | 525±4      |            | 476±7      | 525±4      |            |
| Lussemburgo   | 446±2 (26) | 493±1 (20) | 490±1 (22) | 441±2 (26) | 479±2 (23) | 479±1 (22) | 443±2 (26) | 483±1 (24) | 486±1 (25) |
| Austria       | 515±3 (11) | 506±3 (15) | 505±4 (13) | 507±2 (10) | 491±4 (19) | 490±4 (14) | 519±3 (8)  | 491±3 (20) | 511±4 (12) |
| Svizzera      | 529±4 (7)  | 527±3 (7)  | 530±3 (4)  | 494±4 (17) | 499±3 (11) | 499±3 (11) | 496±4 (18) | 513±4 (9)  | 512±3 (11) |
| Belgio        | 520±4 (9)  | 529±2 (6)  | 520±3 (8)  | 507±4 (11) | 507±3 (9)  | 501±3 (10) | 496±4 (17) | 509±3 (11) | 510±3 (13) |
| Finlandia     | 536±2 (4)  | 544±2 (1)  | 548±2 (1)  | 546±3 (1)  | 543±2 (1)  | 547±2 (2)  | 538±3 (3)  | 548±2 (1)  | 563±2 (1)  |
| Francia       | 517±3 (10) | 511±3 (13) | 496±3 (17) | 505±3 (14) | 496±3 (14) | 488±4 (17) | 500±3 (12) | 511±3 (10) | 495±3 (19) |
| Italia        | 457±3 (24) | 466±3 (26) | 462±2 (27) | 487±3 (20) | 476±3 (25) | 469±2 (24) | 478±3 (23) | 483±3 (24) | 475±2 (26) |
| Giappone      | 557±6 (1)  | 534±4 (4)  | 523±3 (6)  | 522±5 (8)  | 498±4 (12) | 498±4 (12) | 550±6 (2)  | 548±4 (2)  | 531±3 (3)  |
| Canada        | 533±1 (6)  | 532±2 (5)  | 527±2 (5)  | 534±2 (2)  | 528±2 (3)  | 527±2 (3)  | 529±2 (5)  | 519±2 (8)  | 534±2 (2)  |
| Messico       | 387±3 (27) | 385±4 (29) | 406±3 (30) | 422±3 (27) | 400±4 (29) | 410±3 (29) | 422±3 (27) | 405±3 (29) | 410±3 (30) |
| Paesi Bassi   |            | 538±3 (3)  | 531±3 (3)  |            | 513±3 (8)  | 507±3 (9)  |            | 524±3 (5)  | 525±3 (6)  |
| Turchia       | 523±5      | 423±7 (28) | 424±5 (29) | 550±6      | 441±6 (28) | 447±4 (28) | 519±9      | 434±6 (28) | 424±4 (29) |
| USA           | 493±8 (19) | 483±3 (24) | 474±4 (25) | 504±7 (15) | 495±3 (15) |            | 499±7 (14) |            | 489±4 (21) |

Fonte: PISA 2006 Science Competencies for Tomorrow's World 
A livello internazionale Australia, Belgio, Canada, Repubblica Ceca, Finlandia, Giappone, Corea del Sud e Paesi Bassi confermano il loro ottimo livello.
I risultati dell'indagine 2006 hanno mostrato un deterioramento del già non eccelso livello medio italiano.
A livello nazionale i risultati dei licei e delle aree del Nord sembrano migliori, ma "i punteggi sono significativamente inferiori alla media italiana sia per gli studenti meridionali che per quelli figli di immigrati" .
"I dati sui test di matematica dell'indagine Pisa sono impietosi per gli studenti quindicenni italiani. Solo il Nord-Est è in media europea, con punte di eccellenza nei licei. Sud e Isole hanno punteggi da paese in via di sviluppo" .

### Indagine 2018
Elenco delle migliori sei posizioni nel 2018 secondo il risultato medio per nazione e posizione dell'Italia.
|    | Lettura                                                 |     |
| 1  | Cina (province di Beijing, Shanghai, Jiangsu, Zhejiang) | 555 |
| 2  | Singapore                                               | 549 |
| 3  | Cina (Macao)                                            | 525 |
| 4  | Cina (Hong Kong)                                        | 524 |
| 5  | Estonia                                                 | 523 |
| 6  | Canada                                                  | 520 |
|    | Media OCSE                                              | 487 |
| 32 | Italia                                                  | 476 |

|    | Matematica                                              |     |
| -- | ------------------------------------------------------- | --- |
| 1  | Cina (province di Beijing, Shanghai, Jiangsu, Zhejiang) | 591 |
| 2  | Singapore                                               | 569 |
| 3  | Cina (Macao)                                            | 558 |
| 4  | Cina (Hong Kong)                                        | 551 |
| 5  | Taiwan                                                  | 531 |
| 6  | Giappone                                                | 527 |
|    | Media OCSE                                              | 489 |
| 31 | Italia                                                  | 487 |

|    | Scienze                                                 |     |
| -- | ------------------------------------------------------- | --- |
| 1  | Cina (province di Beijing, Shanghai, Jiangsu, Zhejiang) | 590 |
| 2  | Singapore                                               | 551 |
| 3  | Cina (Macao)                                            | 544 |
| 4  | Estonia                                                 | 530 |
| 5  | Giappone                                                | 529 |
| 6  | Finlandia                                               | 522 |
|    | Media OCSE                                              | 489 |
| 40 | Italia                                                  | 468 |

## Reazioni ai risultati
In Lussemburgo vi sono state polemiche in quanto sembra che i risultati siano stati in parte compromessi dal fatto che il test non sia stato fatto in lussemburghese, lingua madre della maggior parte degli studenti.
Per molti paesi i primi Studi PISA sono stati una brutta sorpresa.
In Germania i risultati relativamente mediocri hanno creato un acceso dibattito politico sul sistema scolastico tedesco.
Ecco alcuni titoli di giornale sull'argomento:
- Germania: "Miserable Noten für deutsche Schüler" (Pessimi voti per gli studenti tedeschi) Frankfurter Allgemeine Zeitung, 2 dicembre 2001
- Germania: "Sind Deutsche Schüler doof?" (I nostri studenti sono stupidi?), Der Spiegel, dicembre 2001
- Francia: "La France, élève moyen de la classe OCDE" (La Francia, studente medio della classe OCSE) Le Monde, 2 dicembre 2001
- UK: "Are we not such dunces after all?" (In fondo non siamo poi così "asini") The Times, 6 dicembre 2001
- USA: "Economic Time Bomb: U.S. Teens Are Among Worst at Math" (Bomba ad orologeria economica: gli adolescenti americani sono fra i peggiori in matematica) Wall Street Journal, 7 dicembre 2004
- Brasile: "Preocupe-se. Seu filho è mal educado." (Preoccupati. Tuo figlio è mal istruito) Veja, 7 novembre 2007
- Spagna: "La educación española retrocede" (L'educazione spagnola retrocede) El País, 5 dicembre 2007
- Finlandia: "Finnish teens score high marks in latest PISA study" (Gli studenti finlandesi ottengono voti elevati negli ultimi Studi PISA) Helsingin Sanomat 30 novembre 2007

### Italia
Nonostante i preoccupanti risultati italiani (sia lo studio del 2003 che quello del 2006 hanno messo in luce gravi lacune nei giovani italiani al termine dell'obbligo scolastico, ben peggio della Germania), gli Studi PISA sono stati poco considerati sia dall'opinione pubblica che dalla politica.
I risultati della prima indagine del 2000 sono stati resi noti alla pubblica opinione in Italia solo nel dicembre 2001.

Laddove si è discusso, ci si è spesso concentrati sulle critiche al metodo di analisi invece che sullo stato oggettivo dell'istruzione nel paese. In Italia, infatti, "gli insegnanti sembrano replicare un criterio di votazione relativa all'interno delle classi più che confrontarsi con un metro nazionale". In Italia, del resto, "di fatto non sono ancora stati definiti standard di apprendimento", mentre appare invece "auspicabile che venga rafforzata la omogeneità degli esami di Stato (percorso già avviato tramite la re-introduzione di un commissario esterno), e sembra urgente anche progettare un sistema di valutazione nazionale robusto volto a misurare il valore aggiunto delle scuole, in grado di fornire alla collettività un valido strumento di supporto alle decisioni".

Mentre in Germania il dibattito ha determinato una mobilitazione nazionale di scuola e famiglie, con il risultato di risalire dal 18º posto del 2003 al 13° del 2006, l'Italia ha perso nel frattempo 9 posizioni scendendo nel 2006 al 36º posto.
Ecco alcuni commenti dai titoli di giornale:
- "Siamo sempre gli ultimi della classe!, La Stampa, 4 dicembre 2007
- "L'Ocse boccia la scuola italiana - Solo gli studenti dei licei del centro Centronord superano l'esame. In matematica va malissimo", Corriere della Sera, 4 dicembre 2007
- "I prof sanno meno degli allievi - Usate le domande che l'Ocse aveva rivolto agli studenti. Solo il 36% ha saputo spiegare perché lievita la pasta" Corriere della Sera, 4 gennaio 2008

## Critiche e considerazioni
Le principali critiche sono rivolte alla difficoltà di comparare sistemi educativi, linguistici e culturali differenti, e ad apparenti incongruenze degli Studi PISA con altre indagini valutative internazionali analoghe.
Non mancano anche critiche basate su fondamenti ideologici, pregiudizi e interessi politici, come ad esempio considerazioni su presunti scopi economici di parte del PISA .
Un rischio oggettivo, sottolineato da alcuni osservatori, è che le concezioni dei test PISA e dell'OCSE possano interferire eccessivamente sulle politiche educative nei singoli paesi.
L'APMEP (associazione francese dei professori di matematica per l'insegnamento pubblico) sottolinea che già in alcuni paesi si osserva un'esortazione ai responsabili dei sistemi educativi a modificare gli insegnamenti, la formazione degli insegnanti e gli stessi programmi per adattarsi ai test delle indagini PISA .

## Paragone del PISA con altri sistemi di valutazione
Vi sono altri sistemi di valutazione internazionale come il Trends in international mathematics and science study, a cura dell'International Association for Evaluation of Educational Achievement (IEA).
Sembra che i risultati dei test TIMSS a volte contraddicano i risultati degli Studi PISA. Le principali differenze probabilmente sono dovute al fatto che i test matematici PISA sono basati su problemi pratici connessi con la vita reale, mentre i test TIMSS sono basati su prove più tradizionali e teoriche come la comprensione delle frazioni e dei decimali .
Per quanto riguarda le abilità di lettura il test affine al PISA è il Progress in International Reading Literacy Study (PIRLS). Secondo l'OCSE: "Il PISA non misura in che modo i quindicenni sono abili nella lettura o fino a che punto comprendono le parole che leggono". Al contrario, il PISA misura come gli studenti siano capaci di "costruire, estendere e riflettere sul significato di quello che hanno letto" .
Il PIRLS invece si focalizza sulla semplice capacità di lettura .
Ad ogni modo la correlazione fra i dati dei vari test internazionali è - secondo Heiner Rindermann - ottima a livello nazionale e comunque buona a livello internazionale .
È dunque ragionevole affermare che questi test di valutazione internazionale misurano con un buon grado di approssimazione le principali abilità cognitive quali l'intelligenza ed il grado di conoscenza su elementi di istruzione di base a livello macroscopico .